# Bjo Trimble
Betty JoAnne Trimble (née Conway; nascuda el 15 d'agost de 1933), coneguda com a Bjo, és una fan de la ciència-ficció i escriptora estatunidenca, que va entrar inicialment al fandom a principis dels anys cinquanta.

## Introducció al fandom
La introducció de Trimble al fandom de la ciència-ficció va ser la TASFiC, la Worldcon de 1952. Servia a la Marina dels Estats Units a l'Estació Naval dels Grans Llacs i va veure per casualitat un anunci a Astounding Science Fiction sobre la propera convenció aquell cap de setmana. Va conèixer diversos altres entusiastes de la ciència-ficció, com ara Robert Bloch, Willy Ley, i August Derleth; i afirma que Harlan Ellison, "aquest jove amb ulleres que acabava de vendre el seu primer conte", "va decidir que li agradava i li va proposar matrimoni a l'instant". (Ella es va negar.) Quan es va descobrir que era artista i dibuixant, va ser contractada per contribuir amb il·lustracions per a fanzines de ciència-ficció]]. Trimble diu que va conèixer el seu futur marit John Griffin Trimble sota el piano de Forrest J Ackerman, on diversos fans s'havien refugiat durant una festa particularment concorreguda. "John era a les Forces Aèries, així que ell i jo vam intercanviar històries estúpides d'oficina i vam descobrir que ens agradàvem molt."

## Activitats de fan
Trimble va ajudar a reviure una Los Angeles Science Fiction Society (LASFS) en declivi a finals dels anys cinquanta. El 1958, va organitzar el "Worldcon Futuristic Fashion Show" a la Solacon, la 16a Convenció Mundial de Ciència Ficció de 1958. Va tornar a presentar-se el 1966 a la Tricon, la 24a Worldcon, donant a més als fans una ullada a tres dels primers vestits de Star Trek. Trimble va iniciar i dirigir "Project Art Show", la primera exposició d'art convenció moderna, el 1960. L'èxit de Project Art Show va fer que les exposicions d'art es convertissin en una part rendible de la majoria de convencions, grans i petites.
Els Trimble van formar part de la reeixida campanya "Salveu Star Trek", generalment acreditada per permetre que la sèrie s'emetés per una tercera temporada en lloc de ser cancel·lada després de dues. També van ajudar amb la campanya per aconseguir que el primer dels Transbordadors Espacials de la NASA es digués Enterprise. Els seus esforços els van valer papers no acreditats com a membres de la tripulació a Star Trek: La pel·lícula, juntament amb un contingent d'altres membres de fandom que podien fer de figurants vestits de gala, interpretant membres de la tripulació (tant humans com alienígenes) a l'escena de la plataforma de recreació (en aquell moment, el nombre més gran de persones que mai havien aparegut en una sola escena de Star Trek). Altres dels seus crèdits cinematogràfics inclouen el disseny de maquillatge per a Flesh Gordon; i un paper com a 'Ma Cant', una versió satírica de Martha Kent de Superman, en un curtmetratge anomenat Superbman: The Other Movie.
Trimble va contribuir a la primera col·lecció enciclopèdica de dades per a Star Trek, la Star Trek Concordance, que conté detalls amb referències creuades sobre cada personatge, escenari, esdeveniment i dispositiu de cada episodi de la Star Trek original, i, en edicions posteriors del llibre, la seva encarnació animada i les pel·lícules de Star Trek pel·lícules. La primera edició del llibre va ser autopublicada el 1969, seguida d'un suplement el 1973 i una impressió per al mercat de masses el 1976 per Ballantine Books; l'obra va ser posteriorment actualitzada per a una nova edició publicada per Citadel Press el 1995. Segons l'exarxiver de Trek Richard Arnold, la Concordància va ser utilitzada com a font principal de cànon oficial pels guionistes de l'univers Star Trek quan va començar a treballar a Paramount. El 1982, Trimble va publicar unes memòries de les seves experiències al fandom de Star Trek titulades On the Good Ship Enterprise: My 15 Years with Star Trek.
El 1974, Trimble va ser una de les primeres guanyadores del Premi Inkpot de la Comic-Con International. Trimble va rebre el Premi Big Heart el 1964, i (en la seva persona de Flavia Beatrice Carmigniani) l'Orde del Llorer de la Society for Creative Anachronism, un premi d'art. Bjo i John també són membres de l'Orde del Pelicà de la SCA pel seu servei. (Ella i John van ser el Baró i la Baronessa de la Baronia dels Àngels de la SCA [Capítol de Los Angeles de la SCA] des del setembre del 2008 fins al gener del 2012.) Ella i John també van rebre el Premi a la Trajectòria de l'International Costumers Guild. Els Trimble van ser convidats famosos a la InterCon a Utah el 1976. Trimble va ser convidat d'honor a la DragonCon de 1995, la 6a Convenció de Ciència-Ficció Nord-americana, així com a moltes altres convencions de ciència-ficció i Star Trek arreu del món. Bjo i John Trimble van ser els convidats d'honor dels fans a la 60a Worldcon, ConJosé.
Els Trimble, que posseïen i dirigien el negoci Griffin Dyeworks & Fiber Arts fins 2015, vivien al Sud de Califòrnia. L'abril de 2024 es va anunciar la mort de John.